# ゴーム老王
ゴーム老王（ゴームろうおう、デンマーク語: Gorm den Gamle、? - 958年/959年ごろ、ゴーム・デン・ガムレ、ゴルム王とも）は、デンマークの王。10世紀前半から半ばにユラン半島中部のイェリングを拠点にユラン半島からフュン島にかけてのデンマーク西部一帯を支配したとされ、後に｢老齢を人間に与えられた運命の限界までひきのばし｣たがため「老王」（the old）と渾名された。ハーラル青歯王、スヴェン双髭王、クヌート大王と続くイェリング王権の開祖。イェリングには、妻チューラを「デンマークの誉れ」と讃えたルーン石碑が世界遺産「イェリング墳墓群」の一部として今も遺されている。
現代の欧州王室であるデンマーク王家、ノルウェー王家、スペイン王家、イギリス王家は彼の子孫である（後述）。

## 生涯
イェリング王権（ゴーム家）の開祖とされるが、その事績について言及した史料は限られその解釈も困難であり、出自についても諸説あり明らかになっていない。
9世紀から10世紀にかけて、デンマークにはオーラヴ（オーロフ、 (Olof the Brash) ）を始祖としユラン半島南部の商業地ヘーゼビューを拠点に一帯を支配したとみられる「オーラヴ家」があった。このオーラヴ家のグヌーパ  (Gnupa)  が934年に東フランク王ハインリヒ1世に敗北し、貢納の義務と洗礼を受け入れ、グヌーパ以後その息子シグトリュグ  (Sigtrygg Gnupasson)  が王位についたことが史料により確認されている。このシグトリュグについて、年代記者ブレーメンのアダムによる『ハンブルク司教事績録』（11世紀）第1の書52章には､｢彼(シグトリュグ)が僅かの間(デンマークを)支配したのち､ノルマン人の国からやってきたスヴェンの息子ハルデゴン（ラテン語: Hardegon）が彼から王国を奪った｣との記述があり、同書57章などの記述から、このハルデゴン（ハーデクヌーズ、(Harthacnut I of Denmark)）をゴーム、あるいはゴームの父親とする見方が一般的である。なおこの「ノルマン人の国（Nortmannia）」がノルウェーかノルマンディかははっきりしない。同『事績録』によれば、918年から936年まで大司教位にあったウンニ  (Unni)  が、ゴームに接見し布教を試みるも「野蛮さがはなはだしいために従えることができなかった」との記述があり、934年グヌーパの敗北と併せ、936年ごろには外部から交渉対象者と認知される地位にあったと考えられる。

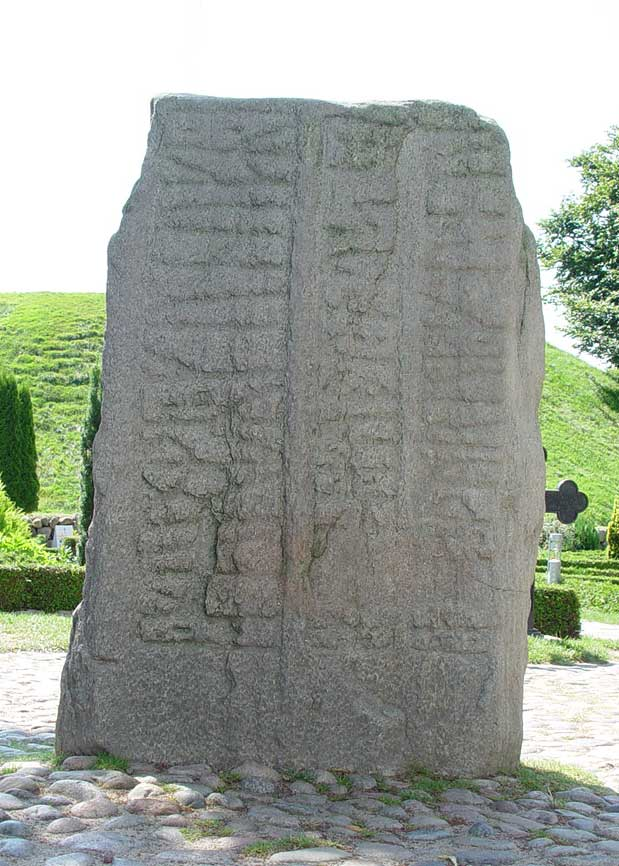
ゴームの石碑、Side A

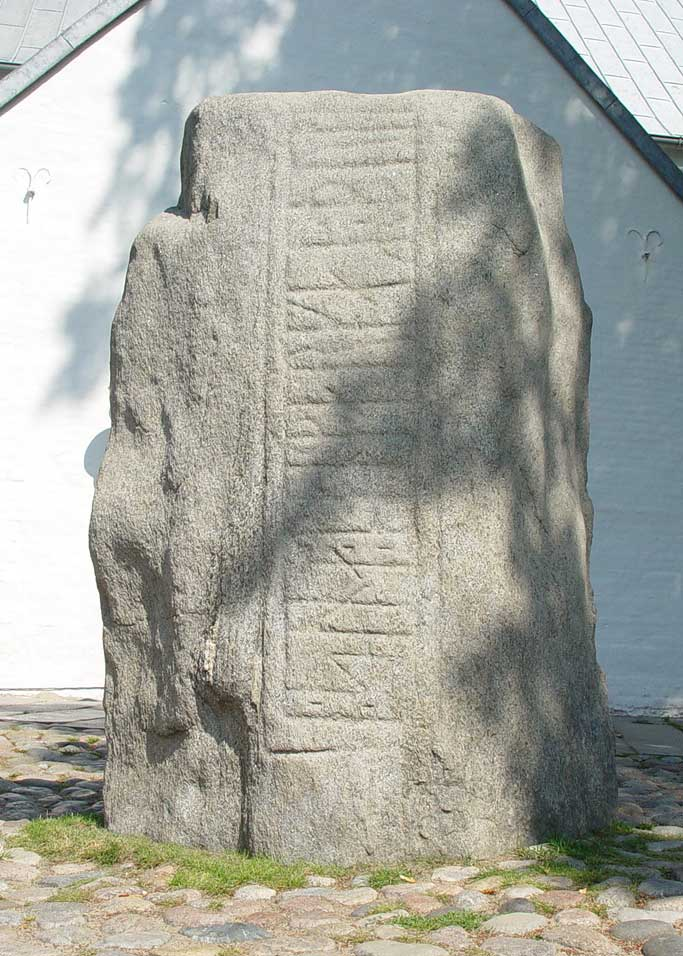
ゴームの石碑、Side B

ゴームにはチューラ（チューレ、テューラとも。  (Thyra) ）という名の妻がいた。その出自について明言した史料はないが、サクソ・グラマティクスの『デンマーク人の事績』（12世紀）には「イングランドの王女」であったとの記述もある。同時代の史料として、イェリングにはゴームがチューラを讃えたルーン石碑がイェリング墳墓群（世界遺産）として今も遺されており、次の文言が刻まれている。
（ルーン文字のデンマーク語訳）
(Side A) : kurmR : kunukR :
 : k(ar)þi : kubl : þusi :
 : a(ft) : þurui : kunu
(Side B) | sina | tanmarkaR | but |
（日本語訳）
「王ゴームは、デンマークの誉れであるその妻チューラを記念してこの碑を建立した」
(Jacobsen & Moltke, 1941-42, DR 41)
この石碑に刻まれた「tanmarkaR （デンマーク）」は従来ユラン半島､フュン島､シェラン島そしてスコーネを含む中世デンマーク王国と同一視されてきたが、近年の研究ではこれを「デーン人の辺境（マルク）」と解釈、チューラはデンマーク東部の豪族の娘であったためゴーム家側から「デーン人の辺境の誉れ」と評されたものとする説もある。こうして外地から来訪したゴームはチューラとの婚姻でその権力基盤を強固なものとしたとみられ、デンマーク史上はじめて領域性をもった国家を建設し、その権力基盤は息子ハーラル治世の礎となっていった。
イェリング墳墓群の教会からはゴームの可能性がある遺骨が発掘されているが、その遺骨が元々あったであろう北側墳丘の墓室の支え木の伐採年代から、ゴームの没年は958年から959年の冬と推定されている。遺骨の推定身長は173 cm 、年齢は30代から50代で死因は特定されていない。

## 現在の王室
ゴームの子孫にあたるグリュックスブルク家は現在のデンマーク王国とノルウェー王国の王家である。一族からはギリシャの国王も出ている。
スペインは国王フェリペ6世の母ソフィア王妃がグリュックスブルク家の分家である旧ギリシャ王家の出身である。
イギリスはチャールズ3世の父エディンバラ公フィリップが旧ギリシャ王家の出身（英国に帰化し、マウントバッテンを姓とした）、また玄祖母アレクサンドラ王妃がデンマーク王家の出身である。

## 逸話
サクソ・グラマティクスによる『デンマーク人の事績』（12世紀）には次のような逸話が残されている。
ゴームはあるとき2羽のハヤブサを飼っている夢を見た。ハヤブサたちはゴームの腕から飛び立ってはまた戻りを繰り返していたが、そのうち大きな方のハヤブサが戻らず小さな方のハヤブサだけが翼を血に染めて戻ってきたという夢であった。その後ゴームとチューラはクヌーズ(渾名ダナアスト（＝「デーン人の愛」の意味）)とハーラル（後の青歯王）という二人の息子を授かった。ゴームはクヌーズの方を愛していたが、ハヤブサの夢を恐れて「クヌーズの死の知らせをもたらすものは殺す」と言い渡していた。
時が経ち、クヌーズはイングランドでの戦いで命を落とし、チューラにその知らせが届いた。チューラは広間の壁に黒い服をかけ、従者らにも黒服を着せてゴームを待った。ゴームが部屋に入ってくると、チューラはゴームの上着を脱がせ、喪服の上着をゴームの肩にかけた。ゴームは「私にクヌーズの死を知らせるのはお前か？」と尋ねたがチューラは「それを口にしたのはあなたであり、私ではありません」と答えたという。